# Přechodnice

Červená přechodnice (zde klotoida) umožňuje plynulý přechod z přímky na kružnici

Přechodnice se využívá v dopravním stavitelství na pozemních komunikacích a železničních (tramvajových) tratích. Zajišťuje plynulý přechod vozidla z přímého směru do oblouku. Osa komunikace je v půdoryse tvořena křivkou proměnné křivosti umožňující plynulý přechod mezi úseky trasy s různou křivostí. Nejčastěji mezi přímým úsekem, jehož křivost je nulová, a obloukem, jehož křivost je rovna převrácené hodnotě jeho poloměru, ale i mezi oblouky různých poloměrů.
Nejlépe si přechodnici můžeme představit na silnici. Když jedeme po přímé, máme volant v základní poloze. Když se blíží směrový oblouk (hovorově zatáčka), otáčíme volantem, dokud se kola vozidla nenatočí tak, aby vozidlo projelo obloukem. Při průjezdu obloukem máme volant v konstantní poloze, vyplývající z poloměru oblouku. Doba, v níž otáčíme volantem, odpovídá jízdě po přechodnici. Proto se také křivce – klotoidě, která se v ČR na silnicích používá, dříve říkalo volantová křivka, neboť se nejlépe přibližuje ideální stopě vozidla vjíždějícího do oblouku.
Využívají se například přechodnice u kružnicových oblouků s přechodnicemi. Takové směrové oblouky se skládají z kružnicové části a dvou přechodnic, jedné na začátku a druhé na konci oblouku. Méně časté jsou přechodnicové oblouky, ty postrádají kružnicovou část. Naopak kružnicové oblouky obsahují pouze kružnicovou část bez přechodnic.
Ve světě se jako přechodnice používá řada křivek. V ČR se používá:
- na železnicích kubická parabola a podle nové normy klotoida
- na silnicích klotoida
- na vodních tocích Bernoulliho lemniskáta

Na železničních tratích, je-li v oblouku zřízeno převýšení vnější kolejnice, se do úseku přechodnice umisťuje vzestupnice.